# رورباخ
رورباخ رودی است که به رود زار می‌ریزد. این رود از کشور آلمان می‌گذرد.